# Pro Evolution Soccer 2018
Pro Evolution Soccer 2018 (popularmente conhecido pela sua abreviação PES 2018 e por Winning Eleven 2018 na Ásia), é um jogo de futebol desenvolvido pela PES Production e publicado pela Konami para Microsoft Windows, PlayStation 4, Xbox One, Xbox 360 e  PlayStation 3 e que pertence à série Pro Evolution Soccer. O lançamento ocorreu no dia 12 de setembro de 2017. Em 16 de maio de 2017, a Konami anunciou uma edição especial do FC Barcelona, assim como alguns bônus para quem adquirir o jogo na pré-venda, tanto nas versões físicas e digitais. No trailer oficial, lançado em 13 de junho de 2017, a Konami anunciou que um dos bônus para pré-vendas será a possibilidade de contratar o velocista Usain Bolt como jogador no modo myClub.
Philippe Coutinho é a estrela da capa na versão brasileira do jogo. A versão demo foi lançada em 30 de Agosto. Pro Evolution Soccer 2018 é o último jogo da franquia para os consoles da sétima geração, Xbox 360 e PlayStation 3.

## Competições Licenciadas
| Países        | Competições     |
| Países Baixos | Eredivisie      |
| Brasil        | Brasileirão     |
| França        | Ligue 1 Ligue 2 |
| Argentina     | Liga Argentina  |
| Chile         | Liga Chilena    |

## Competições não licenciadas
| País                    | Competições                           |
| Inglaterra              | Liga Inglesa 2ª Divisão da Inglaterra |
| Itália                  | Liga Italiana 2ª Divisão da Itália    |
| Espanha                 | Liga Espanhola 2ª Divisão da Espanha  |
| Portugal                | Liga NOS                              |
| Europa-Fictício         | Liga PEU                              |
| América Latina-Fictício | Liga PLA                              |
| Ásia-Fictício           | Liga PAS                              |

## Competições Continentais
- UEFA Champions League
- UEFA Europa League
- Supercopa da Europa
- Liga dos Campeões da AFC
- Mundial de Clubes  (não licenciada)
- Copa do Mundo FIFA  (não licenciada)
- Copa Libertadores da América (não licenciada)

## Outros Times (Europa)
Alemanha
Borussia Dortmund
FC Schalke 04
RB Leipzig
 Bélgica
Club Brugge
KAA Gent
RSC Anderlecht
 Croácia
GNK Dinamo Zagreb
 Dinamarca
FC Copenhague
 Grécia
AEK Atenas FC
Olympiacos
Panathinaikos FC
PAOK FC
 Chéquia
Slavia Praga
 Roménia
FC Steaua București
 Rússia
Spartak Moskva
FC Zenit São Petersburgo
PFC CSKA Moscovo
 Suécia
Malmö FF
 Suíça 
BSC Young Boys
FC Basel
 Turquia
Beşiktaş JK
Fenerbahçe SK
Galatasaray SK
 Ucrânia
Dinamo de Kiev
Shakhtar Donetsk

## Outros Clubes da América Latina
Brasil
Internacional
Red Bull Brasil
 Argentina
Guillermo Brown
Argentinos Juniors
 Colômbia
Club Atlético Nacional S.A.
Millonarios Fútbol Club
 Peru
Club Alianza Lima
Club Sporting Cristal

## Times 100% Licenciados
- Liverpool FC
- Borussia Dortmund
- SC Corinthians Paulista*
- CR Flamengo*
- CR Vasco da Gama[4][5]
- FC Barcelona
- Atlético de Madrid
- Valencia
- Fulham FC[6]
- CA Boca Juniors
- CA River Plate

*Times exclusivos no PES 2018
**Vasco ficou genérico depois de atualizações, porém, os uniformes, o escudo, e o São Januário permanecem no game.

## Estádios Licenciados
1. Camp Nou
2. Wanda Metropolitano*
3. Anfield Road*
4. Signal Iduna Park
5. Estádio Giuseppe Meazza
6. Stadio Olimpico*
7. St. Jakob-Park
8. Estádio do Morumbi
9. Vila Belmiro
10. Estádio do Mineirão*
11. Arena Corinthians*
12. Allianz Parque*
13. Estádio do Maracanã*
14. Estádio Beira-Rio*
15. La Bombonera
16. El Monumental
17. Saitama Stadium
18. Emirates Stadium* (via DLC 2.0)
19. Estádio Nacional de Chile* (Via DLC 2.0)
20. The Ultimate Stage (disponível apenas no modo UEFA Champions League, é um estádio especial baseado na identidade visual da competição; a final da Champions League é sempre disputada neste estádio)

*Estádios disponíveis apenas nas plataformas PS4, Xbox One e PC.

## Estádios genéricos
1. KONAMI Stadium
2. Neu Sonne Arena*
3. Metropole Arena
4. Hoofdstad Stadion*
5. Estadio Campeones*
6. Estadio de Escorpião
7. Estadio del Nuevo Triunfo
8. Stade de Sagittaire*
9. Stadio Orione*
10. Burg Stadion
11. Estadio del Martingal*
12. Rose Park Stadium*
13. Coliseo de los Deportes*
14. Sports Park*
15. Village Road*
16. Stadio Nazionale*
17. PES LEAGUE Stadium

*Estádios disponíveis apenas nas plataformas PS4,Xbox One e PC.

## Trilha sonora
A trilha sonora do "PES 2018" foi muito bem recebida, trazendo grandes artistas como: Linkin Park, Coldplay e Bruno Mars.
| Música                      | Artista                     | Origem da Música |
| --------------------------- | --------------------------- | ---------------- |
| Giving It Up                | Mallory Knox                | Reino Unido      |
| Beat Me To The Punch        | Bag Raiders                 | Austrália        |
| Off & On                    | Findlay                     | Reino Unido      |
| Love Me Now                 | John Legend                 | Estados Unidos   |
| By Your Side                | Jonas Blue feat. Raye       | Reino Unido      |
| Battle Symphony             | Linkin Park                 | Estados Unidos   |
| Something Just Like This    | The Chainsmokers e Coldplay | Estados Unidos   |
| 24K Magic                   | Bruno Mars                  | Estados Unidos   |
| Symphony                    | Clean Bandit e Zara Larsson | Reino Unido      |
| Your Love Could Start A War | The Unlikely Candidates     | Estados Unidos   |
| Long Time                   | Blondie                     | Estados Unidos   |

Ref.:

## Narradores e Comentaristas
| Idioma          | Região                      | Comentarista(s)                              | Notas |
| --------------- | --------------------------- | -------------------------------------------- | ----- |
| Alemão          | Alemanha                    | Marco Hagemann Hansi Küpper                  |       |
| Chinês cantonês | Hong Kong                   | Ka Him NG Keyman                             |       |
| Chinês mandarim | China · Singapura · Taiwan  | Wang Tao Miao Kun                            |       |
| Espanhol        | Argentina                   | Rodolfo de Paoli Diego Latorre               | Novo  |
| Espanhol        | Chile                       | Claudio Palma Aldo Schiappacasse             | Novo  |
| Espanhol        | Espanha                     | Carlos Martínez Julio Maldonado «Maldini»    |       |
| Espanhol        | Hispanoamérica              | Christian Martinoli Luis García              |       |
| Francês         | França                      | Grégoire Margotton Darren Tulett             |       |
| Grego           | Grécia                      | Christos Sotirakopoulos Yiorgos Thanailakis  |       |
| Inglês          | Estados Unidos · Inglaterra | Jon Champion Jim Beglin                      | .     |
| Inglês          | Reino Unido                 | Peter Drury                                  |       |
| Italiano        | Itália                      | Fabio Caressa Luca Marchegiani               |       |
| Japonês         | Japão                       | Jon Kabira Masahiro Fukuda Tsuyoshi Kitazawa |       |
| Polonês         | Polónia                     | Mateusz Borek Roman Kolton                   |       |
| Português       | Brasil                      | Milton Leite Mauro Beting                    |       |
| Português       | Portugal                    | Pedro Sousa Luís Freitas Lobo                |       |